# 鐘場町 (瀬戸市)
鐘場町（かねばちょう）は、愛知県瀬戸市東名連区の町名。丁番を持たない単独町名である。

## 地理
- 瀬戸市の南部に位置する[8]。西を塩草町・太子町、北を新明町、東を惣作町、南を門前町と隣接している。
- 田園地帯[8]。惣作町にかけて、古代から近世に亘る遺物散布地となっており、惣作・鐘場遺跡と呼ばれている[9]

### 河川
- 赤津川 ： 町の西部の町境に沿うように南流している。
- 門前川（赤津川支流） ： 町の東部を南流している。

- 赤津川（鐘場町内）

### 学区
市立小・中学校に通う場合、学区は以下の通りとなる。また、公立高等学校普通科に通う場合の学区は以下の通りとなる。
| 番・番地等 | 小学校                 | 中学校                 | 高等学校 |
| ---------- | ---------------------- | ---------------------- | -------- |
| 全域       | 瀬戸市立にじの丘小学校 | 瀬戸市立にじの丘中学校 | 尾張学区 |

## 歴史

### 町名の由来
万徳寺の梵鐘を造った場所によるものと言い伝えがある。

### 沿革
- 1943年（昭和18年）8月9日 - 瀬戸市大字赤津字鐘場・ヤケ・餅田の各全域により、同市鐘場町として成立[2]。

## 世帯数と人口
2025年（令和7年）3月1日現在の世帯数と人口は以下の通りである。
| 町丁   | 世帯数 | 人口 |
| ------ | ------ | ---- |
| 鐘場町 | 0世帯  | 0人  |

### 人口の変遷
国勢調査による人口の推移
| 1995年（平成7年）  | 0人 | [ 13 ] |  |
| 2000年（平成12年） | 0人 | [ 14 ] |  |
| 2005年（平成17年） | 0人 | [ 15 ] |  |
| 2010年（平成22年） | 0人 | [ 16 ] |  |
| 2015年（平成27年） | 0人 | [ 17 ] |  |
| 2020年（令和2年）  | 0人 | [ 18 ] |  |

### 世帯数の変遷
国勢調査による世帯数の推移。
| 1995年（平成7年）  | 0世帯 | [ 13 ] |  |
| 2000年（平成12年） | 0世帯 | [ 14 ] |  |
| 2005年（平成17年） | 0世帯 | [ 15 ] |  |
| 2010年（平成22年） | 0世帯 | [ 16 ] |  |
| 2015年（平成27年） | 0世帯 | [ 17 ] |  |
| 2020年（令和2年）  | 0世帯 | [ 18 ] |  |

## 交通

### 鉄道
町内に鉄道は走っていない。最寄り駅は名鉄瀬戸線尾張瀬戸駅になる。

### バス
名鉄バス「東山線」
- 【11】【12】瀬戸駅前 - 一里塚 - 赤津 系統 ： 万徳寺前バス停（瀬戸駅前方面乗り場）

- 万徳寺前バス停

### 道路
- 国道248号（瀬戸東バイパス） ： 町の中央部にあるせと赤津I.C.西交差点から愛知県道22号瀬戸環状線と重複して町の南部へ至る。
- 愛知県道22号瀬戸環状線 ： 愛知県道33号瀬戸設楽線と重複して町の北東部から町の中央部へ至り、せと赤津I.C.西交差点から国道248号と重複して町の南部へ至る。
- 愛知県道33号瀬戸設楽線 ： 町の西部から中央部へ至り、せと赤津I.C.西交差点から愛知県道22号瀬戸環状線と重複して町の北東部へ至る。

- 国道248号・愛知県道22号標識（せと赤津I.C.西交差点南）
- 愛知県道22号・33号標識（せと赤津I.C.西交差点北）

## 施設
- 新太子会館

- 新太子会館

## その他

### 日本郵便
- 郵便番号 : 489-0845[6]（集配局：瀬戸郵便局[19]）。